# 소수 계승
수학에서 소수 계승(素數階乘, 영어: primorial)는 소수에 대해 계승과 유사하게 정의한 것이다. 자연수에 대한 정의와 소수에 대한 정의가 있다. 영어 표기 primorial 은 prime과 factorial의 혼성어이다.

## 정의

### 소수에 대한 정의
소수에 대해서, 소수 계승은 첫 번째 소수부터 n번째 소수 pn까지 곱한 것으로 정의된다.

### 자연수에 대한 정의
자연수n에 대하여, 소수 계승은 1부터 n까지 소수만을 모두 곱한 것이다.

## 같이 보기
- 체비쇼프 함수